# 坪井保菜美
坪井 保菜美（つぼい ほなみ，1989年4月5日—）、是日本岐阜縣出身的職業藝術體操運動員，2008年夏季奧林匹克運動會藝術體操日本代表。她也参加了2007年和2009年的世界锦标赛。

## 外部連結
- 新体操日本代表 フェアリージャパン ポーラ 公式応援ブログ
- 日本体操協会 坪井保菜美プロフィール（页面存档备份，存于）
- 坪井保菜美在国际体操联合会的相关介绍